# Алфьолд
Алфьолд (на унгарски: Alföld – букв. низина) e най-обширната, най-равната и най-плодородната част на Среднодунавската низина, разположена източно от река Дунав и заемаща повече от половината от територията на Унгария, а периферните ѝ части попадат на север в Украйна, на изток в Румъния и на ют в Сърбия. Дължината ѝ от север на юг е около 500 km, а ширината от запад на изток около 200 km. В северната ѝ по-висока част, разположена покрай левия бряг на река Тиса се простира блатистата низина Хортобад. Основна речна артерия е река Тиса, течаща през нея от север на юг, която заедно със своите големи притоци Шайо, Самош, Кьорьош и Муреш осигуряват през лятото вода за напояване на обширните земеделски масиви заети предимно със зърнени култури, овощни и зеленчукови градини и лозя. Целият регион на Алфьолд е гъсто заселен, като най-големите градове са Дебрецен, Сегед, Ниредхаза, Солнок, Кечкемет в Унгария, Тимишоара, Арад в Румъния, Белград, Суботица в Сърбия, Мукачево, Ужгород в Украйна.